# 솔리드 모델링

솔리드 모델링의 형상은 3D 공간에서 완벽하게 설명된다. 어떤 각도에서도 물체를 볼 수 있다.

솔리드 모델링(solid modeling 또는 solid modelling)은 3차원 형상(고체)의 수학적 및 컴퓨터 모델링에 대한 일관된 원칙 세트이다. 솔리드 모델링은 물리적 충실도를 강조한다는 점에서 3D 모델링과 같은 기하학적 모델링 및 컴퓨터 그래픽의 광범위한 관련 영역에서 구별된다. 기하학적 및 솔리드 모델링의 원리는 함께 3D 컴퓨터 지원 설계의 기초를 형성하며 일반적으로 물리적 개체의 디지털 모델 생성, 교환, 시각화, 애니메이션, 질문 및 주석을 지원한다.

## 같이 보기
- 와이어프레임 모델
- 계산기하학
- 컴퓨터 그래픽스
- 공학도면
- 제도 (설계)